# Enrico Gasparotto
Enrico Gasparotto (* 22. března 1982 Sacile) je italský profesionální cyklista, italský šampion z roku 2005.
V počátku se věnoval fotbalu (v juniorce Milána), ale posléze se začal věnovat cyklistice. Po několika dobrých umístěních mezi amatéry se dostal do profesionálního týmu Liquigas. Debut se mu vydařil, zvítězil v etapě závodu kolem Katalánska a poté získal i titul mistra Itálie.
V roce 2006 čelil vážným onemocněním a celá sezona byla ohrožena. Přesto dokázal získat pár dobrých výsledků: 6. místo na Scheldeprijs Vlaanderen, 8. místo v závodě kolem Polska, a 10. místo v závodě kolem Beneluxu. První vítězství v roce získal v závodě Memorial Cimurri.
Sezónu 2007 otevřel pátým místem v Challenge Maiorca, posléze druhým místem v šesté etapě Tirreno-Adriatico. Giro začal fenomenálním způsobem, když jeho tým vyhrál úvodní časovku družstev a oblékl se do růžového.